# Kothigutlahalli, Malur
Kothigutlahalli là một làng thuộc tehsil Malur, huyện Kolar, bang Karnataka, Ấn Độ.